# You Raise Me Up
You Raise Me Up (englisch für „Du ermutigst mich“) ist ein Lied der irisch-norwegischen Band Secret Garden, in Zusammenarbeit mit dem irischen Sänger Brian Kennedy. Der Popsong erschien im Dezember 2001 und erlangte immer wieder durch zahlreiche Coverversionen Bekanntheit, unter anderem durch Josh Groban (2003) oder auch Westlife (2005).

## Entstehung und Veröffentlichung
Geschrieben und produziert wurde das Lied von Secret-Garden-Mitglied Rolf Løvland. Beim Liedtext und der Komposition erhielt er Unterstützung durch Brendan Graham. Ursprünglich war es als Instrumentalversion mit dem Titel Silent Song gedacht. Løvlands Mutter starb während der Produktion des Liedes, und so wurde das Stück bei ihrer Beerdigung in der Instrumentalversion uraufgeführt. Løvland hatte sich von irischer Volksmusik inspirieren lassen und wünschte sich einen irischen Sänger für das Lied. Ursprünglich wurde You Raise Me Up von Johnny Logan eingesungen, dessen Version bei der Plattenfirma keine große Begeisterung auslöste. Letzten Endes wurde das Stück mit Brian Kennedy neu aufgenommen. Die Logan-Version wurde allerdings dann doch noch veröffentlicht, und zwar auf der 2018 erschienenen Secret-Garden-Kompilation You Raise Me Up - The Collection. Der Text des Songs wurde auf Wunsch Løvlands von dem irischen Schriftsteller und Komponisten Brendan Graham verfasst. Løvland hatte dessen Roman The Whitest Flower gelesen und war der Ansicht, dass Graham für sein Lied einen zeitlosen und unvergänglichen Text schreiben könne. Der Popsong wird auch von Gospelchören und christlichen Musikgruppen interpretiert.
2007 fiel bei einem Konzert von Josh Groban die Ähnlichkeit zum Lied Söknuður von Jóhann Helgason auf. Während Løvland darauf bestand, die Melodie selbst komponiert zu haben, wurde von anderen vermutet, dass er das Lied gehört haben könnte, als er in Island lebte. 2018 verklagte Helgason dann Universal auf Verletzung seiner Urheberrechte.
Die Erstveröffentlichung von You Raise Me Up erfolgte am 27. Dezember 2001 als Teil von Once in a Red Moon bei Universal Music (Katalognummer: 548 678-2), der vierten Studioalbum von Secret Garden.

## Rezeption

### Preise
- Für die Einspielung von You Raise Me Up wurde Løvland für einen Grammy nominiert.
- Das Lied gewann den BMI-Award dafür, dass es mehr als eine Million Mal im US-Radio gespielt wurde.

### Nachwirkungen
Das Lied wird oft für Fernsehfilme, Reklamespots, Talentwettbewerbe, Konzerte, Wohlfahrtsveranstaltungen und bei Beerdigungen verwendet. Brian Kennedy sang das Stück bei der Beisetzung des Fußballspielers George Best und Josh Groban beim amerikanischen Super Bowl für die sieben Verunglückten der Raumfähre Columbia. Weitere Fernsehgastspiele wie der Josh Grobans zu Oprah Winfreys 50. Geburtstag sowie sein Auftritt mit dem afrikanischen Kinderchor bei American Idol Gives Back, die Aufführung des Lieds von Secret Garden und Westlife bei der Nobelpreiszeremonie für Mohamed El Baradei und 2008 die Aufführung von Celtic Woman im Weißen Haus steigerten den Bekanntheitsgrad des Liedes noch weiter. Auch David Garrett ist damit bisweilen im Radio zu hören.
Bereits 2006 war You Raise Me Up der erste Song, dessen Noten über 20.000 Mal bei musicnotes.com heruntergeladen wurden. Im selben Jahr strahlte der irische Staatskanal RTÉ einen Dokumentarfilm über das Phänomen You Raise Me Up aus. 2007 wurde das Stück von Irlands Hot Press Magazine in die Liste der „Zehn größten Songs aller Zeiten“ aufgenommen, neben Klassikern von Van Morrison und U2.

## Coverversionen
In den Jahren nach der Veröffentlichung wurde das Lied immer wieder neu eingespielt, inzwischen mehr als 500 Mal, von Interpreten wie z. B. Susan Boyle, der Boyband Westlife, Il Divo, Michael Ball, Celtic Woman, Daniel O’Donnell, dem niederländischen Popstars-Gewinner Wesley Klein, Phil Driscoll und Lena Park. Dabei landete der Song immer wieder in den Charts und schaffte es mehrmals in verschiedenen Ländern auf den ersten Platz.

### Version von Josh Groban

#### Chartplatzierungen
| ChartsChartplatzierungen       | Höchstplatzierung | Wochen |
| ------------------------------ | ----------------- | ------ |
| Österreich (Ö3)                | 54 (3 Wo.)        | 3      |
| Schweiz (IFPI)                 | 54 (2 Wo.)        | 2      |
| Vereinigte Staaten (Billboard) | 74 (1 Wo.)        | 1      |
| Vereinigtes Königreich (OCC)   | 5 (19 Wo.)        | 19     |

#### Auszeichnungen für Musikverkäufe
| Land/Region               | Auszeichnungen für Musikverkäufe (Land/Region, Auszeichnung, Verkäufe) | Verkäufe  |
| ------------------------- | ---------------------------------------------------------------------- | --------- |
| Kanada (MC)               | 2× Platin                                                              | 160.000   |
| Neuseeland (RMNZ)         | Gold                                                                   | 7.500     |
| Vereinigte Staaten (RIAA) | 3× Platin                                                              | 3.000.000 |
| Insgesamt                 | 1× Gold · 5× Platin ·                                                  | 3.167.500 |

### Version von Westlife

#### Preise
- 2005: The Record of the Year

#### Chartplatzierungen
| ChartsChartplatzierungen     | Höchstplatzierung | Wochen |
| ---------------------------- | ----------------- | ------ |
| Deutschland (GfK)            | 11 (34 Wo.)       | 34     |
| Irland (IRMA)                | 1 (22 Wo.)        | 22     |
| Österreich (Ö3)              | 46 (5 Wo.)        | 5      |
| Schweiz (IFPI)               | 18 (25 Wo.)       | 25     |
| Vereinigtes Königreich (OCC) | 1 (17 Wo.)        | 17     |

| ChartsJahrescharts (2005)    | Platzierung |
| ---------------------------- | ----------- |
| Irland (IRMA)                | 1           |
| Vereinigtes Königreich (OCC) | 9           |

| ChartsJahrescharts (2006) | Platzierung |
| ------------------------- | ----------- |
| Deutschland (GfK)         | 76          |

#### Auszeichnungen für Musikverkäufe
| Land/Region                  | Auszeichnungen für Musikverkäufe (Land/Region, Auszeichnung, Verkäufe) | Verkäufe |
| ---------------------------- | ---------------------------------------------------------------------- | -------- |
| Australien (ARIA)            | Platin                                                                 | 70.000   |
| Dänemark (IFPI)              | Gold                                                                   | 45.000   |
| Deutschland (BVMI)           | Gold                                                                   | 150.000  |
| Vereinigtes Königreich (BPI) | Platin                                                                 | 600.000  |
| Insgesamt                    | 2× Gold · 2× Platin ·                                                  | 865.000  |

Hauptartikel: Westlife/Auszeichnungen für Musikverkäufe